# GM-AvtoVAZ

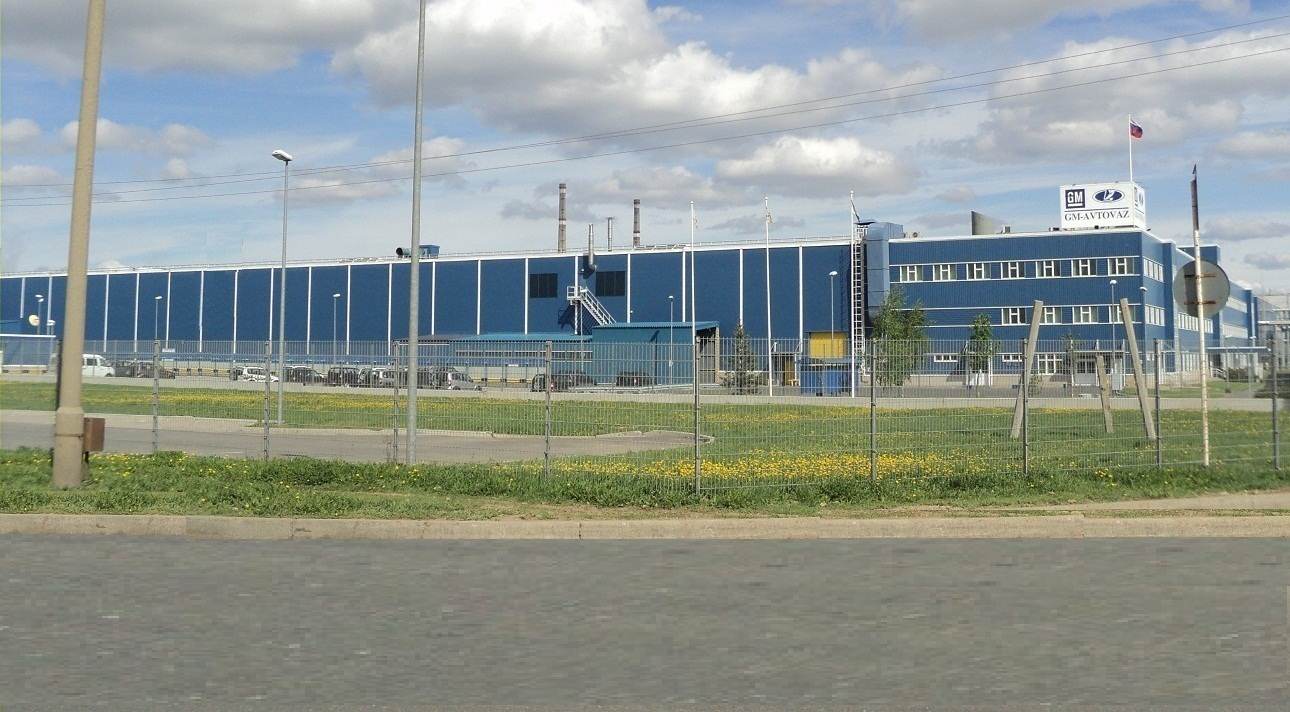
Toma de las instalaciones de la planta de AvtoVAZ en Toliatti, Rusia.

La sociedad GM-AvtoVAZ es un joint venture con sede en Rusia entre las sociedades General Motors y AvtoVAZ, inicialmente formada en el 2001; tras lo que inicia la producción del Chevrolet Niva, basado en el diseño del Lada Niva pero con motores Chevrolet, en su factoría en Toliatti desde el 2002.

## Historia

### Inicios
El joint venture se creó tras suscribirse un acuerdo para la inversión celebrado entre GM (v99.1m, 41.61%), AvtoVAZ (USD$99.1m, 41.61%) y el Banco Europeo para la Reconstrucción y el Desarrollo (USD$40m, 16,78%, más un préstamo por USD$100 millones).
En el año 2004 el joint venture prontamente lanzó al mercado su primer producto, el Chevrolet Viva, basado en el Chevrolet Astra modelo 1998, pero tras unas bajas ventas es prontamente retirado (con sólo unas 5,000 unidades del citado modelo siendo vendidas), y replanteado el negocio.
El joint venture enfrentó serias dificultades , y las paradas en la producción eran recurrentes ante la falta de partes, y en febrero del 2006; cuando la firma AvtoVAZ fue adquirida por el onglomerado de producción y exportación de armamentos de Rusia, Rosoboronexport, y tras un acuerdo en el que el rpoductor norteamericano se compromete a suplir a su nuevo propietario las partes para sus productos, y junto con GM le advienen sobre la detención de la producción de los suministros de partes y motores para los coches y de otros componentes.

### Actualidad
Este joint-venture anunció sus planes para su expansión en septiembre del 2012, para aumentar sus capacidades en el 2015, con una plantilla adicional de al menos 1400 trabajadores e incrementará sus cifras de producción así como su capacidad anual; de los 100,000 actuales hasta los 120,000 vehículos. El rendimiento al 31 de diciembre de 2010, tras las declaraciones del servicio de prensa de la planta, que dijo a los periodistas "en el 2010 la compañía produjo 36.996 vehículos Chevrolet Niva, lo que es un aumento del 60,15% sobre las cifras del 2009, cuando se produjeron 23.100 vehículos".
Los ingresos de la empresa conjunta en el 2009 ascendieron a 8,3 mil millones de rublos, y el beneficio neto se calcula en unos 282 millones de rublos.
A finales de 2011 se anunciaría que la producción alcanzó los 57.765 vehículos, todos del modelo Chevrolet Niva, lo que es un 56% más que en el 2010. La cifra de producción para el 2012 fue de 63 mil automóviles de esta marca.